# Baron Mortimer
Baron Mortimer ist ein erblicher britischer Adelstitel, der viermal als Barony by writ in der Peerage of England verliehen wurde.

## Verleihungen

### Erste und vierte Verleihung
Der Titel wurde erstmals am 23. Juni 1295 für Edmund Mortimer of Wigmore geschaffen, indem dieser von König Eduard I. per Writ of Summons ins königliche Parlament berufen wurde. Bereits sein Vater Roger Mortimer of Wigmore (1231–1282) hatte an Parlamenten des Simon V. de Montfort teilgenommen. Sein Sohn Roger Mortimer, 2. Baron Mortimer war der Geliebte der Queen Consort Isabelle de France, unterstützte diese maßgeblich beim Sturz König Eduards II., wurde am 27. Oktober 1328 zum Earl of March erhoben, aber schließlich 1330 wegen Hochverrats geächtet und hingerichtet, wodurch ihm alle Titel aberkannt wurden. Sein Sohn, Edmund Mortimer wurde am 20. November 1331 durch Writ of Summons wieder ins Parlament einberufen und ihm damit der Baronstitel neu verliehen. Dessen Sohn und Erbe, Roger Mortimer, 2. Baron Mortimer, erwirkte 1354 auch die Wiederherstellung der Titel seines Vaters für ihn als 2. Earl of March. Dessen Sohn, Edmund Mortimer, 3. Earl of March, heiratete Philippa Plantagenet, 5. Countess of Ulster, wodurch deren gemeinsamer Sohn, Roger Mortimer, 4. Earl of March von seiner Mutter auch den Titel 6. Earl of Ulster erbte. Als dessen Enkel, Edmund Mortimer, 5. Earl of March, 7. Earl of Ulster 1425 kinderlos starb, erloschen beide Earlstitel, die beiden Baronien Mortimer von 1295 und 1331 fielen in Abeyance zwischen seinen Schwestern Anne (1390–1411), Gattin des Richard of Conisburgh, 1. Earl of Cambridge, und Alianore († 1414), Gattin des Sir Edward de Courtenay (um 1388–1418), Heir Apparent des 3. Earl of Devon. Als Alianore 1414 kinderlos starb, fiel der Anspruch auf die Baronien auf Annes Sohn Richard Plantagenet, 3. Duke of York als Alleinerben, es ist jedoch unklar, ob er die Titel je führte. Als dessen Sohn und Erbe Edward Plantagenet, 4. Duke of York 1461 als Eduard IV. zum König gekrönt wurde, erlosch der Anspruch durch Verschmelzen mit der Krone endgültig.

### Zweite und dritte Verleihung
Bereits durch Writ of Summons vom 6. Februar 1299 hatte König Eduard I. zwei Verwandte der obigen Barone ebenfalls ins Parlament einberufen und dadurch zwei weitere erbliche Baronien Mortimer geschaffen. Die Eine ging an den Bruder des 1. Barons von 1295, Roger Mortimer of Chirk. Zur Unterscheidung von den Baronien Mortimer wird sein Titel auch Baron Mortimer of Chirk genannt. Beim Tod seines Urenkels, des 3. Barons, um 1350 fiel der Titel in Abeyance. Die andere Baronie ging an Hugh de Mortimer of Richard’s Castle. Sein Titel wird auch Baron Mortimer of Chirk genannt. Sein genauer Verwandtschaftsgrad zu den vorgenannten Baronen ist unklar. Als er 1304 starb, fiel sein Titel in Abeyance zwischen seinen beiden Töchtern. Seine Besitzungen einschließlich Richard’s Castle fielen schließlich an seinen Bruder William la Zouche, der 1316 den Familiennamen seiner Gattin la Zouche angenommen hatte und am 26. Dezember 1323 zum Baron Zouche of Mortimer erhoben wurde.

## Liste der Barone Mortimer

### Barone Mortimer, of Wigmore (1295, 1331)
- Edmund Mortimer, 1. Baron Mortimer (1251–1304)
- Roger Mortimer, 1. Earl of March, 2. Baron Mortimer (1287–1330) (Titel verwirkt 1330)
  - Edmund Mortimer, 1. Baron Mortimer (um 1305–1332)
- Roger Mortimer, 2. Earl of March, 3. und 2. Baron Mortimer (1328–1360) (Titel wiederhergestellt 1354)
- Edmund Mortimer, 3. Earl of March, 4. und 3. Baron Mortimer (1351–1381)
- Roger Mortimer, 4. Earl of March, 6. Earl of Ulster, 5. und 4. Baron Mortimer (1374–1398)
- Edmund Mortimer, 5. Earl of March, 7. Earl of Ulster, 6. und 5. Baron Mortimer (1391–1425) (Titel abeyant 1354)
  - Richard Plantagenet, 3. Duke of York, de iure 8. und 7. Baron Mortimer (1412–1460)
  - Edward Plantagenet, 4. Duke of York, de iure 9. und 8. Baron Mortimer (1442–1483) (1461 als Eduard IV. gekrönt)

### Barone Mortimer of Chirk (1299)
- Roger Mortimer, 1. Baron Mortimer of Chirk (um 1256–1326)
- Roger de Mortimer, 2. Baron Mortimer of Chirk († um 1333)
- John de Mortimer, 3. Baron Mortimer of Chirk († um 1350) (Titel abeyant um 1350)

### Barone Mortimer of Richard’s Castle (1299)
- Hugh de Mortimer, 1. Baron Mortimer of Richard’s Castle († 1304) (Titel abeyant 1304)